# Volejbol'nyj Klub Spartak Moskva
Il Volejbol'nyj Klub Spartak Moskva è una società pallavolistica maschile russa con sede a Mosca: milita nel campionato di Lega Maggiore B.

## Storia
La squadra nasce nel 1935 e prende parte al campionato sovietico, affermandosi come una delle più forti squadre degli anni trenta e quaranta: oltre al titolo di campione ottenuto nel 1940 trova diversi buoni piazzamenti. I risultati deludenti degli anni cinquanta portano ad alcune mancate iscrizioni al campionato, fino allo scioglimento della società avvenuto nel 1961.
Nel 1991 la squadra rinasce e prende parte al neonato campionato russo, pur senza raggiungere risultati di rilievo: il miglior piazzamento arriva nella Superliga 1995-96, chiusa al settimo posto. A seguito di problemi finanziari la squadra retrocede nelle categorie inferiori, fino alla terza serie, la Lega Maggiore B.

## Palmarès
- Campionato sovietico: 1

1940